# 立川太郎

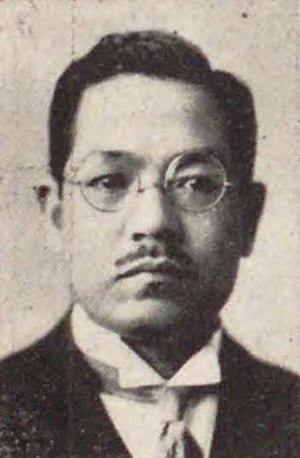
立川太郎

立川 太郎（たちかわ たろう、1884年〈明治17年〉4月14日 – 1960年〈昭和35年〉7月31日）は、衆議院議員（立憲政友会）、弁護士。

## 経歴
広島県安佐郡三入村（現在の広島市安佐北区）に立川斧太郎の長男として生まれる。1912年（明治45年）、東京帝国大学法科大学政治科を卒業し、警視庁警部として警務課に勤務した。1915年（大正4年）に警視に昇進し、大塚警察署、牛込警察署、神楽坂警察署、京橋警察署の署長を歴任した。1818年（大正7年）、本庁に復帰して監察官に就任した。1920年（大正9年）、警視庁を退職して弁護士を開業した。
1922年（大正11年）に牛込区会議員に当選し、1926年（大正15年）には東京市会議員に選出された。その間東京帝国大学法科大学独法科で再び学んでいる。
1928年（昭和3年）、第16回衆議院議員総選挙に出馬し、当選。以後4回連続当選を果たした。
その他に日本紡績会社や多摩川水力電気株式会社の取締役を務めた。